# 사랑의 이중주 (영화)
《사랑의 이중주》(Zeus and Roxanne)은 1997년에 개봉한 미국의 영화이다.

## 한국판 성우진(KBS)
- 김도현 - 테리(스티브 구텐버그)
- 손정아 - 베스(캐슬린 퀸런)
- 이봉준 - 클로드(아널드 보슬루)
- 김정애 - 조던(미코 휴스)
- 배정미 - 주디스(마한드라 델피노)
- 이용순 - 노라(제시카 하월)
- 김옥경 - 베키(돈 밀런)
- 김소형 - 필(짐 콜먼)
- 김정주 - 린다(샤런 폴리)
- 최옥희 - 할머니
- 김경수 - 안내원
- 이윤정 - TV여자